# Йохана Магдалена фон Саксония-Алтенбург
Йохана Магдалена фон Саксония-Алтенбург (на немски: Johanna Magdalena von Sachsen-Altenburg; * 14 януари 1656, Алтенбург; † 22 януари 1686, Вайсенфелс) от рода на Ернестинските Ветини, е принцеса от Саксония-Алтенбург и чрез женитба херцогиня на Саксония-Вайсенфелс (1671 – 1680).

## Живот
Дъщеря е на херцог Фридрих Вилхелм II фон Саксония-Алтенбург (1603 – 1669) и втората му съпруга принцеса Магдалена Сибила Саксонска (1617 – 1668), дъщеря на курфюрст Йохан Георг I от Саксония. Сестра е на Фридрих Вилхелм III (1657 – 1672), херцог на Саксония-Алтенбург.
Йохана Магдалена се омъжва на 25 октомври 1671 г. в Алтенбург за нейния братовчед наследствения принц Йохан Адолф I фон Саксония-Вайсенфелс (1649 – 1697) от Албертинските Ветини, син на херцог Август фон Саксония-Вайсенфелс (1614 – 1680). Тя е първата му съпруга.
Йохана Магдалена умира на 22 януари 1686 г. на 30 години и е погребана в оловен саркофаг в дворцовата църква на дворец Ной-Августусбург във Вайсенфелс. Понеже всичките синовете на нейните деца умират като деца, 60 години след нейната смърт свършва и линията Вайсенфелс.

## Деца
Йохана Магдалена и Йохан Адолф I фон Саксония-Вайсенфелс (1649 – 1697) имат децата:
- Магдалена Сибила (1673 – 1726)

∞ 1708 херцог Йохан Вилхелм фон Саксония-Айзенах (1666 – 1729)
- Август Фридрих (1674 – 1675)
- Йохан Адолф (* 7 юни 1676; † 18 юни 1676)
- Йохан Георг (1677 – 1712), 3. херцог на Саксония-Вайсенфелс

∞ 1698 Фридерика Елизабет фон Саксония-Айзенах (1669 – 1730)
- син без име (*/† 1678)
- Йохана Вилхелмина (1680 – 1730)
- Фридрих Вилхелм (*/† 1681)
- Христиан (1682 – 1736), 4. херцог на Саксония-Вайсенфелс

∞ 1712 Луиза Христиана фон Щолберг-Щолберг (1675 – 1738)
- Анна Мария (1683 – 1731)

∞ 1705 имперски граф Ердман II фон Промнитц (1683 – 1745)
- София (1684 – 1752)

∞ 1699 маркграф Георг Вилхелм фон Бранденбург-Байройт (1678 – 1726)
∞ 1734 имперски граф Алберт Йозеф фон Ходиц (1706 – 1778)
- Йохан Адолф II (1685 – 1746), 5. херцог на Саксония-Вайсенфелс

∞ 1721 Йоханета Антоанета Юлиана фон Саксония-Айзенах (1698 – 1726)
∞ 1734 Фридерика фон Саксония-Гота-Алтенбург (1715 –1775)